# Roberto Acuña
Roberto Miguel Acuña Cabello, född 25 mars 1972 i Avellaneda, Argentina, är en paraguayansk tidigare fotbollsspelare. Han fick smeknamnet El Toro (tjuren) på grund av sin styrka och dominans på det centrala mittfältet. Han var under flera år professionell i spanska Real Zaragoza och Deportivo La Coruña.

## Klubbkarriär
Som ung utvandrade Acuña till Paraguay och började spela för Club Nacional 1989. Efter fem år beslutade han sig för att söka paraguayanskt medborgarskap för att kunna spela i landslaget. Han kom att bli spelaren med näst mest landskamper i Paraguays historia efter Carlos Gamarra.
Senare spelade han fyra säsonger i Argentina med Argentinos Juniors, Club Atlético Boca Juniors och Club Atlético Independiente innan flytten till Europa 1997, där han skrev på för spanska Real Zaragoza. 2001 fick han utmärkelsen årets fotbollsspelare i Paraguay. Detta gjorde att RC Deportivo de La Coruña köpte honom med ett femårskontrakt, trots att han var avstängd fem matcher från säsongen innan då Zaragoza blev nedflyttade. Han spelade endast sju matcher med klubben, dels på grund av avstängningen, men även skadeproblem och att han ofta var utlånad.
Acuña avslutade först sin karriär 2007 med spel i paraguayanska Olimpia Asunción, men började spela igen 2009 efter att ha sprivit på för det lilla laget Club Rubio Ñú.

## Landslagskarriär
Liksom försvararen Carlos Gamarra spelade Acuña i tre fotbolls-VM och fick ihop totalt 100 landskamper och gjorde fem mål. Han spelade i alla matcher under dessa tre VM och blev den förste paraguayanske spelaren som blev utvisad under ett VM när han fick sitt andra gula kort i åttondelsfinalen mot blivande finalisterna Tyskland under VM 2002
Han spelade sin sista landskamp vid 39 års ålder den 11 juni 2011 som kapten i en vänskapsmatch mot Rumänien.